# يوشيتو نيشيوكا
يوشيتو نيشيوكا (مواليد 27 سبتمبر 1995) هو لاعب تنس محترف ياباني، أعلى تصنيف له في الفردي كان ال48 في فبراير 2020.

## روابط خارجية
- يوشيتو نيشيوكا على موقع رابطة محترفي التنس (الإنجليزية)
- يوشيتو نيشيوكا على موقع الاتحاد الدولي لكرة المضرب (الإنجليزية)
- يوشيتو نيشيوكا على موقع كأس ديفيز (الإنجليزية)
- يوشيتو نيشيوكا على موقع خلاصة التنس.كوم (الإنجليزية)
- يوشيتو نيشيوكا على موقع إي إس بي إن.كوم (الإنجليزية)
- يوشيتو نيشيوكا على موقع أوليمبيديا (الإنجليزية)